# Ronco Biellese
Ronco Biellese es una localidad y comune italiana de la provincia de Biella, región de Piamonte, con 1.540 habitantes.

## Evolución demográfica
| Gráfica de evolución demográfica de Ronco Biellese entre 1861 y 2001 |
|                                                                      |
| Fuente ISTAT - elaboración gráfica de Wikipedia                      |